# Боэн, Иоанн
Иоанн Бо́эн, также Иоанн Бон (Johannes Boen; ум. 1367, Рейнсбург) — нидерландский теоретик музыки.

## Очерк биографии и творчества
Иоанн Боэн родился, вероятно, в начале XIV века в городке Нордвейк на юге Голландии. Получил юридическое образование в Оксфордском (возможно, также в Парижском) университете, но принял решение не продолжать светскую карьеру. Был рукоположен в священники, в 1358—1367 гг. служил в церкви Рейнсбурга. Автор двух музыкально-теоретических трактатов — «Искусство музыки» («Ars musicae», около 1350) и «Музыка» («Musica», 1357). 
Учёные авторитеты, на которых опирается Боэн: Боэций (множество прямых ссылок на «Основы музыки»), Гвидо Аретинский (ссылки на «Микролог»), из современных ему — Иоанн де Мурис. Теоретические тезисы Боэн изредка подкрепляет точными ссылками на музыку, авторов которой он, к сожалению, не называет. Среди таковых ссылки на мотеты «Florens vigor», «Rex quem metrorum», «In arboris emphiro», «Colla jugo subdere» и «Virtutibus laudabilis», которые медиевисты XX века идентифицировали как произведения Филиппа де Витри. В отношении ещё одного мотета (с тенором «Flos virginum»), на который ссылается Боэн, авторство Витри считается возможным.
Предмет первого трактата — контрапункт в мензуральной (т. е. многологолосной и с выписанным ритмом) музыке, в том числе с привлечением нового компонента многоголосной структуры — контратенора. Предмет второго — учение о гармонии. Боэн проявил в нём чрезвычайную лояльность к хроматике, допускал повышения диатонических ступеней звукоряда вплоть до высот B (т.е. his) и E (eis), понижения — вплоть до C (ces) и F (fes). В обоих трактатах неоднократно используется слово subtilis (и производные) — «изысканный», или «утончённый», которое рассматривается современными медиевистами как предвестие эстетики Ars subtilior. Например, в трактате «Ars musicae»: 
Наши современники, стремящиеся придать [музыке] больше прикрас, словно карлики на плечах гигантов, зашли гораздо дальше древних и, как бы утомившись от «рутинного» положения ступеней, начали располагать упомянутые [выше] буквы bfa и #mi (т.е. бемоли и диезы) и в других — более изысканных — местах [звукоряда], на других ступенях....
Эстетика изыска в представлении Боэна захватывала не только категории гармонии, но и ритмики. Например (в том же источнике):
Что касается названных правил [ритмики], позже были изобретены некие изыски, которые называются синкопами или скачка́ми: например, если одну [длительность] перед второй такой же имперфицировать невозможно из-за того, что расположенная на первом месте нота растягивается не до следующей ноты, а до третьей или последней, она складывается с ее длительностью, как в контратеноре [мотета] Rex quem metrorum.

## Издания сочинений
- Ars musicae, ed. F. A. Gallo // Corpus scriptorum de musica 19. [s.l.]: American Instiute of Musicology, 1972.
- Frobenius W. Johannes Boens Musica und seine Konsonanzenlehre // Freiburger Schriften zur Musikwissenschaft 2. Stuttgart, 1971.